# Hockey World League 2016-17 (vrouwen), halve finale
De halve finale van de Hockey World League 2016-17 (vrouwen) werd gehouden in juni en juli 2017. De twintig deelnemende landen streden in twee toernooien om zeven plaatsen in de  finale van de Hockey World League en om tien of elf plaatsen op het wereldkampioenschap van 2018. Als gastland was Nieuw-Zeeland reeds geplaatst voor de finale van de Hockey World League.

## Kwalificatie
De elf landen die op de wereldranglijst van maart 2015  op de posities 1 tot en met 11 stonden, waren direct voor de halve finale gekwalificeerd. Dat gold ook voor België dat gastheer was van een van de twee toernooien. De overige acht landen kwalificeerden zich via de tweede ronde. In de tabel staat tussen haakjes de positie op de wereldranglijst direct voorafgaand aan het toernooi.
| Data               | Evenement                                 | Locatie                 | Quota | Gekwalificeerd |
| ------------------ | ----------------------------------------- | ----------------------- | ----- | --- |
|                    | Nummer 1 t/m 11 op de FIH-wereldranglijst |                         | 11    | Nederland (1) Australië (4) Argentinië (3) Nieuw-Zeeland (5) Verenigde Staten (6) Duitsland (7) China (8) Engeland (2) Zuid-Korea (9) Japan (11) Zuid-Afrika (13) |
|                    | Gastland                                  |                         | 1     | België (14) |
| 14–22 januari 2017 | Hockey World League, ronde 2              | Maleisië, Kuala Lumpur  | 2     | Ierland (15) Maleisië (22) |
| 4–12 februari 2017 | Hockey World League, ronde 2              | Spanje, Valencia        | 2     | Spanje (10) Polen (18) |
| 1–9 april 2017     | Hockey World League, ronde 2              | Canada, Vancouver       | 2     | India (12) Chili (20) |
| 2 april 2017       | Hockey World League, ronde 2              | twee beste nummers drie | 2     | Italië (16) Schotland (17) |
| Totaal             | Totaal                                    | Totaal                  | 20    | |

## Indeling en opzet
De twintig geplaatste landen worden verdeeld in twee groepen, op basis van hun sterkte volgens de wereldranglijst. Voor de landen die aan de eerste en/of tweede ronde deelnamen was dit de ranglijst van maart 2015, voor de overige twaalf landen was dit de wereldranglijst na afloop van de Olympische Spelen van 2016. In Zuid-Afrika speelden de landen  1, 4, 5, 8, 9, 12, 13, 16, 17 en 20. In België de landen 2, 3, 6, 7, 10, 11, 14, 15, 18 en 19. Land 1 is het land met de hoogste notering op de wereldranglijst, land 2 is het land met de op een na hoogste notering op de wereldranglijst, enz.
Per toernooi worden de landen, opnieuw op basis van de positie op de wereldranglijst in twee groepen van vijf ingedeeld. In elke groep spelen de landen een halve competitie. De beste nummers vier van elke groep gaan door naar de kwartfinale.

## Brussel
In het Belgische Brussel werd gespeeld van 21 juni tot en met 2 juli 2017.
Alle tijden zijn lokale tijden

### Eerste ronde
Groep A
| Team       | GS | W | G | V | DV | DT | DS  | Ptn |
| ---------- | -- | - | - | - | -- | -- | --- | --- |
| Nederland  | 4  | 4 | 0 | 0 | 19 | 0  | +19 | 12  |
| Zuid-Korea | 4  | 2 | 1 | 1 | 7  | 10 | −3  | 7   |
| Italië     | 4  | 1 | 2 | 1 | 4  | 8  | −4  | 5   |
| China      | 4  | 0 | 2 | 2 | 4  | 6  | −2  | 2   |
| Schotland  | 4  | 0 | 1 | 3 | 2  | 12 | −10 | 1   |

| 21 juni 2017 14.00 |           |        |                                                             |
| China              | 2–2       | Italië | Scheidsrechters: Irene Presenqui (ARG) Maggie Giddens (USA) |
|                    | (verslag) |        | Scheidsrechters: Irene Presenqui (ARG) Maggie Giddens (USA) |

| 21 juni 2017 18.00 |           |           |                                                         |
| Nederland          | 4–0       | Schotland | Scheidsrechters: Laurine Delforge (BEL) Ana Faias (POR) |
|                    | (verslag) |           | Scheidsrechters: Laurine Delforge (BEL) Ana Faias (POR) |

| 22 juni 2017 14.00 |           |        |                                                     |
| Zuid-Korea         | 0–0       | Italië | Scheidsrechters: Amber Church (NZL) Ana Faias (POR) |
|                    | (verslag) |        | Scheidsrechters: Amber Church (NZL) Ana Faias (POR) |

| 22 juni 2017 16.00 |           |           |                                                             |
| China              | 1–1       | Schotland | Scheidsrechters: Frances Block (ENG) Annelize Rostron (RSA) |
|                    | (verslag) |           | Scheidsrechters: Frances Block (ENG) Annelize Rostron (RSA) |

| 24 juni 2017 18.00 |           |           |                                                        |
| Zuid-Korea         | 0–9       | Nederland | Scheidsrechters: Emi Yamada (JPN) Maggie Giddens (USA) |
|                    | (verslag) |           | Scheidsrechters: Emi Yamada (JPN) Maggie Giddens (USA) |

| 24 juni 2017 20.00 |           |           |                                                       |
| Italië             | 2–1       | Schotland | Scheidsrechters: Amy Baxter (USA) Kylie Seymour (AUS) |
|                    | (verslag) |           | Scheidsrechters: Amy Baxter (USA) Kylie Seymour (AUS) |

| 25 juni 2017 18.00 |           |           |                                                         |
| China              | 0–1       | Nederland | Scheidsrechters: Kylie Seymour (AUS) Amber Church (NZL) |
|                    | (verslag) |           | Scheidsrechters: Kylie Seymour (AUS) Amber Church (NZL) |

| 25 juni 2017 20.00 |           |            |                                                               |
| Schotland          | 0–5       | Zuid-Korea | Scheidsrechters: Annelize Rostron (RSA) Irene Presenqui (ARG) |
|                    | (verslag) |            | Scheidsrechters: Annelize Rostron (RSA) Irene Presenqui (ARG) |

| 27 juni 2017 14.00 |           |       |                                                         |
| Zuid-Korea         | 2–1       | China | Scheidsrechters: Amber Church (NZL) Frances Block (ENG) |
|                    | (verslag) |       | Scheidsrechters: Amber Church (NZL) Frances Block (ENG) |

| 27 juni 2017 18.00 |           |        |                                                   |
| Nederland          | 5–0       | Italië | Scheidsrechters: Emi Yamada (JPN) Ana Faias (POR) |
|                    | (verslag) |        | Scheidsrechters: Emi Yamada (JPN) Ana Faias (POR) |

Groep B
| Team          | GS | W | G | V | DV | DT | DS  | Ptn |
| ------------- | -- | - | - | - | -- | -- | --- | --- |
| Australië     | 4  | 3 | 0 | 1 | 8  | 3  | +5  | 9   |
| Nieuw-Zeeland | 4  | 3 | 0 | 1 | 4  | 1  | +3  | 9   |
| België        | 4  | 2 | 0 | 2 | 10 | 2  | +8  | 6   |
| Spanje        | 4  | 2 | 0 | 2 | 5  | 6  | −1  | 6   |
| Maleisië      | 4  | 0 | 0 | 4 | 1  | 16 | −15 | 0   |

| 21 juni 2017 16.00 |           |          |                                                            |
| Australië          | 3–0       | Maleisië | Scheidsrechters: Amber Church (NZL) Annelize Rostron (RSA) |
|                    | (verslag) |          | Scheidsrechters: Amber Church (NZL) Annelize Rostron (RSA) |

| 21 juni 2017 20.00 |           |        |                                                       |
| Nieuw-Zeeland      | 1–0       | Spanje | Scheidsrechters: Frances Block (ENG) Amy Baxter (USA) |
|                    | (verslag) |        | Scheidsrechters: Frances Block (ENG) Amy Baxter (USA) |

| 22 juni 2017 18.00 |           |          |                                                       |
| Spanje             | 3–1       | Maleisië | Scheidsrechters: Kylie Seymour (AUS) Emi Yamada (JPN) |
|                    | (verslag) |          | Scheidsrechters: Kylie Seymour (AUS) Emi Yamada (JPN) |

| 22 juni 2017 20.00 |           |           |                                                        |
| België             | 0–1       | Australië | Scheidsrechters: Amy Baxter (USA) Maggie Giddens (USA) |
|                    | (verslag) |           | Scheidsrechters: Amy Baxter (USA) Maggie Giddens (USA) |

| 24 juni 2017 14.00 |           |           |                                                                |
| Nieuw-Zeeland      | 2–0       | Australië | Scheidsrechters: Laurine Delforge (BEL) Annelize Rostron (RSA) |
|                    | (verslag) |           | Scheidsrechters: Laurine Delforge (BEL) Annelize Rostron (RSA) |

| 24 juni 2017 16.00 |           |        |                                                        |
| Maleisië           | 0–9       | België | Scheidsrechters: Ana Faias (POR) Irene Presenqui (ARG) |
|                    | (verslag) |        | Scheidsrechters: Ana Faias (POR) Irene Presenqui (ARG) |

| 25 juni 2017 14.00 |           |        |                                                              |
| Australië          | 4–1       | Spanje | Scheidsrechters: Maggie Giddens (USA) Laurine Delforge (BEL) |
|                    | (verslag) |        | Scheidsrechters: Maggie Giddens (USA) Laurine Delforge (BEL) |

| 25 juni 2017 16.00 |           |               |                                                       |
| België             | 1–0       | Nieuw-Zeeland | Scheidsrechters: Frances Block (ENG) Emi Yamada (JPN) |
|                    | (verslag) |               | Scheidsrechters: Frances Block (ENG) Emi Yamada (JPN) |

| 27 juni 2017 16.00 |           |          |                                                          |
| Nieuw-Zeeland      | 1–0       | Maleisië | Scheidsrechters: Laurine Delforge (BEL) Amy Baxter (USA) |
|                    | (verslag) |          | Scheidsrechters: Laurine Delforge (BEL) Amy Baxter (USA) |

| 27 juni 2017 20.00 |           |        |                                                            |
| België             | 0–1       | Spanje | Scheidsrechters: Kylie Seymour (AUS) Irene Presenqui (ARG) |
|                    | (verslag) |        | Scheidsrechters: Kylie Seymour (AUS) Irene Presenqui (ARG) |

### Kwartfinales
| 29 juni 2017 13.15 |           |        |                                                          |
| Nieuw-Zeeland      | 2–0       | Italië | Scheidsrechters: Annelize Rostron (RSA) Amy Baxter (USA) |
|                    | (verslag) |        | Scheidsrechters: Annelize Rostron (RSA) Amy Baxter (USA) |

| 29 juni 2017 15.30 |           |       |                                                           |
| Australië          | 0–2       | China | Scheidsrechters: Maggie Giddens (USA) Frances Block (ENG) |
|                    | (verslag) |       | Scheidsrechters: Maggie Giddens (USA) Frances Block (ENG) |

| 29 juni 2017 17.45 |           |        |                                                             |
| Nederland          | 2–0       | Spanje | Scheidsrechters: Laurine Delforge (BEL) Kylie Seymour (AUS) |
|                    | (verslag) |        | Scheidsrechters: Laurine Delforge (BEL) Kylie Seymour (AUS) |

| 29 juni 2017 20.00 |                         |        |                                                           |
| Zuid-Korea         | 1–1 (3–2 na shoot-outs) | België | Scheidsrechters: Amber Church (NZL) Irene Presenqui (ARG) |
|                    | (verslag)               |        | Scheidsrechters: Amber Church (NZL) Irene Presenqui (ARG) |

### Kruisingswedstrijden
Om plaatsen 5–8
| 1 juli 2017 11.15 |                         |        |                                                          |
| Spanje            | 1–1 (3–4 na shoot-outs) | Italië | Scheidsrechters: Amber Church (NZL) Maggie Giddens (USA) |
|                   | (verslag)               |        | Scheidsrechters: Amber Church (NZL) Maggie Giddens (USA) |

| 1 juli 2017 13.30 |           |           |                                                          |
| België            | 1–5       | Australië | Scheidsrechters: Annelize Rostron (RSA) Amy Baxter (USA) |
|                   | (verslag) |           | Scheidsrechters: Annelize Rostron (RSA) Amy Baxter (USA) |

Halve finales
| 1 juli 2017 15.45 |           |       |                                                             |
| Zuid-Korea        | 0–3       | China | Scheidsrechters: Laurine Delforge (BEL) Kylie Seymour (AUS) |
|                   | (verslag) |       | Scheidsrechters: Laurine Delforge (BEL) Kylie Seymour (AUS) |

| 1 juli 2017 18.00 |                         |               |                                                            |
| Nederland         | 1–1 (5–4 na shoot-outs) | Nieuw-Zeeland | Scheidsrechters: Frances Block (ENG) Irene Presenqui (ARG) |
|                   | (verslag)               |               | Scheidsrechters: Frances Block (ENG) Irene Presenqui (ARG) |

### Plaatsingswedstrijden
Om de 9e/10e plaats
| 29 juni 2017 11.00 |           |          |                                                   |
| Schotland          | 1–0       | Maleisië | Scheidsrechters: Ana Faias (POR) Emi Yamada (JPN) |
|                    | (verslag) |          | Scheidsrechters: Ana Faias (POR) Emi Yamada (JPN) |

Om de 7e/8e plaats
| 2 juli 2017 11.15 |                         |        |                                                       |
| Spanje            | 1–1 (4–1 na shoot-outs) | België | Scheidsrechters: Frances Block (ENG) Emi Yamada (JPN) |
|                   | (verslag)               |        | Scheidsrechters: Frances Block (ENG) Emi Yamada (JPN) |

Om de 5e/6e plaats
| 2 juli 2017 13.30 |           |           |                                                               |
| Italië            | 1–3       | Australië | Scheidsrechters: Laurine Delforge (BEL) Irene Presenqui (ARG) |
|                   | (verslag) |           | Scheidsrechters: Laurine Delforge (BEL) Irene Presenqui (ARG) |

Om de 3e/4e plaats
| 2 juli 2017 15.45 |           |            |                                                              |
| Nieuw-Zeeland     | 1–0       | Zuid-Korea | Scheidsrechters: Maggie Giddens (USA) Annelize Rostron (RSA) |
|                   | (verslag) |            | Scheidsrechters: Maggie Giddens (USA) Annelize Rostron (RSA) |

Finale
| 2 juli 2017 18.00 |           |       |                                                         |
| Nederland         | 2–0       | China | Scheidsrechters: Amber Church (NZL) Kylie Seymour (AUS) |
|                   | (verslag) |       | Scheidsrechters: Amber Church (NZL) Kylie Seymour (AUS) |

## Johannesburg
In het Zuid-Afrikaanse Johannesburg werd gespeeld van 8 tot en met 23 juli 2017.
Alle tijden zijn lokale tijden

### Eerste ronde
Groep A
| Team      | GS | W | G | V | DV | DT | DS | Ptn |
| --------- | -- | - | - | - | -- | -- | -- | --- |
| Engeland  | 4  | 3 | 0 | 1 | 7  | 3  | +4 | 9   |
| Duitsland | 4  | 2 | 1 | 1 | 6  | 3  | +3 | 7   |
| Japan     | 4  | 2 | 1 | 1 | 4  | 4  | 0  | 7   |
| Ierland   | 4  | 1 | 2 | 1 | 7  | 6  | +1 | 5   |
| Polen     | 4  | 0 | 0 | 4 | 0  | 6  | −8 | 0   |

| 8 juli 2017 12.00 |           |         |                                                                   |
| Japan             | 1–1       | Ierland | Scheidsrechters: Miskarmalia Ariffin (SIN) Michelle Joubert (RSA) |
|                   | (verslag) |         | Scheidsrechters: Miskarmalia Ariffin (SIN) Michelle Joubert (RSA) |

| 8 juli 2017 14.00 |           |       |                                                            |
| Duitsland         | 1–0       | Polen | Scheidsrechters: Hafizah Azman Nor (MAS) Suzi Sutton (USA) |
|                   | (verslag) |       | Scheidsrechters: Hafizah Azman Nor (MAS) Suzi Sutton (USA) |

| 10 juli 2017 14.00 |           |         |                                                           |
| Duitsland          | 2–2       | Ierland | Scheidsrechters: Elena Eskina (RUS) Kang Hyun-young (KOR) |
|                    | (verslag) |         | Scheidsrechters: Elena Eskina (RUS) Kang Hyun-young (KOR) |

| 10 juli 2017 16.00 |           |       |                                                             |
| Engeland           | 3–0       | Polen | Scheidsrechters: Hafizah Azman Nor (MAS) Kelly Hudson (NZL) |
|                    | (verslag) |       | Scheidsrechters: Hafizah Azman Nor (MAS) Kelly Hudson (NZL) |

| 12 juli 2017 14.00 |           |       |                                                       |
| Ierland            | 2–0       | Polen | Scheidsrechters: Liu Xiaoying (CHN) Suzi Sutton (USA) |
|                    | (verslag) |       | Scheidsrechters: Liu Xiaoying (CHN) Suzi Sutton (USA) |

| 12 juli 2017 16.00 |           |          |                                                               |
| Japan              | 1–0       | Engeland | Scheidsrechters: Michelle Joubert (RSA) Aleisha Neumann (AUS) |
|                    | (verslag) |          | Scheidsrechters: Michelle Joubert (RSA) Aleisha Neumann (AUS) |

| 14 juli 2017 12.00 |           |       |                                                                 |
| Polen              | 0–2       | Japan | Scheidsrechters: Miskarmilia Ariffin (SIN) Ayanna McClean (TRI) |
|                    | (verslag) |       | Scheidsrechters: Miskarmilia Ariffin (SIN) Ayanna McClean (TRI) |

| 14 juli 2017 18.00 |           |          |                                                                    |
| Duitsland          | 0–1       | Engeland | Scheidsrechters: Carolina de la Fuente (ARG) Kang Hyun-young (KOR) |
|                    | (verslag) |          | Scheidsrechters: Carolina de la Fuente (ARG) Kang Hyun-young (KOR) |

| 16 juli 2017 12.00 |           |           |                                                             |
| Japan              | 0–3       | Duitsland | Scheidsrechters: Hafizah Azman Nor (MAS) Elena Eskina (RUS) |
|                    | (verslag) |           | Scheidsrechters: Hafizah Azman Nor (MAS) Elena Eskina (RUS) |

| 16 juli 2017 14.00 |           |         |                                                          |
| Engeland           | 3–2       | Ierland | Scheidsrechters: Kelly Hudson (NZL) Ayanna McClean (TRI) |
|                    | (verslag) |         | Scheidsrechters: Kelly Hudson (NZL) Ayanna McClean (TRI) |

Groep B
| Team             | GS | W | G | V | DV | DT | DS  | Ptn |
| ---------------- | -- | - | - | - | -- | -- | --- | --- |
| Argentinië       | 4  | 4 | 0 | 0 | 12 | 1  | +11 | 12  |
| Verenigde Staten | 4  | 2 | 0 | 2 | 7  | 8  | −1  | 6   |
| Zuid-Afrika      | 4  | 1 | 1 | 2 | 4  | 6  | −2  | 4   |
| India            | 4  | 1 | 1 | 2 | 2  | 7  | −5  | 4   |
| Chili            | 4  | 1 | 0 | 3 | 1  | 4  | −3  | 3   |

| 8 juli 2017 16.00 |           |       |                                                          |
| Verenigde Staten  | 1–0       | Chili | Scheidsrechters: Elena Eskina (RUS) Ayanna McClean (TRI) |
|                   | (verslag) |       | Scheidsrechters: Elena Eskina (RUS) Ayanna McClean (TRI) |

| 8 juli 2017 18.00 |           |       |                                                                 |
| Zuid-Afrika       | 0–0       | India | Scheidsrechters: Carolina de la Fuente (ARG) Liu Xiaoying (CHN) |
|                   | (verslag) |       | Scheidsrechters: Carolina de la Fuente (ARG) Liu Xiaoying (CHN) |

| 10 juli 2017 12.00 |           |       |                                                          |
| Argentinië         | 2–0       | Chili | Scheidsrechters: Aleisha Neumann (AUS) Suzi Sutton (USA) |
|                    | (verslag) |       | Scheidsrechters: Aleisha Neumann (AUS) Suzi Sutton (USA) |

| 10 juli 2017 18.00 |           |       |                                                                        |
| Verenigde Staten   | 4–1       | India | Scheidsrechters: Miskarmalia Ariffin (SIN) Carolina de la Fuente (ARG) |
|                    | (verslag) |       | Scheidsrechters: Miskarmalia Ariffin (SIN) Carolina de la Fuente (ARG) |

| 12 juli 2017 12.00 |           |       |                                                           |
| India              | 1–0       | Chili | Scheidsrechters: Kelly Hudson (NZL) Kang Hyun-young (KOR) |
|                    | (verslag) |       | Scheidsrechters: Kelly Hudson (NZL) Kang Hyun-young (KOR) |

| 12 juli 2017 18.00 |           |            |                                                          |
| Zuid-Afrika        | 1–3       | Argentinië | Scheidsrechters: Elena Eskina (RUS) Ayanna McClean (TRI) |
|                    | (verslag) |            | Scheidsrechters: Elena Eskina (RUS) Ayanna McClean (TRI) |

| 14 juli 2017 14.00 |           |             |                                                                |
| Chili              | 1–0       | Zuid-Afrika | Scheidsrechters: Hafizah Azman Nor (MAS) Aleisha Neumann (AUS) |
|                    | (verslag) |             | Scheidsrechters: Hafizah Azman Nor (MAS) Aleisha Neumann (AUS) |

| 14 juli 2017 16.00 |           |            |                                                            |
| Verenigde Staten   | 0–4       | Argentinië | Scheidsrechters: Michelle Joubert (RSA) Liu Xiaoying (CHN) |
|                    | (verslag) |            | Scheidsrechters: Michelle Joubert (RSA) Liu Xiaoying (CHN) |

| 16 juli 2017 16.00 |           |                  |                                                           |
| Zuid-Afrika        | 3–2       | Verenigde Staten | Scheidsrechters: Kang Hyun-young (KOR) Liu Xiaoying (CHN) |
|                    | (verslag) |                  | Scheidsrechters: Kang Hyun-young (KOR) Liu Xiaoying (CHN) |

| 16 juli 2017 18.00 |           |       |                                                              |
| Argentinië         | 3–0       | India | Scheidsrechters: Miskarmalia Ariffin (SIN) Suzi Sutton (USA) |
|                    | (verslag) |       | Scheidsrechters: Miskarmalia Ariffin (SIN) Suzi Sutton (USA) |

### Kwartfinales
| 18 juli 2017 11.15 |           |       |                                                             |
| Verenigde Staten   | 1–0       | Japan | Scheidsrechters: Hafizah Azman Nor (MAS) Liu Xiaoying (CHN) |
|                    | (verslag) |       | Scheidsrechters: Hafizah Azman Nor (MAS) Liu Xiaoying (CHN) |

| 18 juli 2017 13.30 |           |         |                                                          |
| Argentinië         | 2–1       | Ierland | Scheidsrechters: Aleisha Neumann (AUS) Suzi Sutton (USA) |
|                    | (verslag) |         | Scheidsrechters: Aleisha Neumann (AUS) Suzi Sutton (USA) |

| 18 juli 2017 15.45 |           |       |                                                              |
| Engeland           | 4–1       | India | Scheidsrechters: Michelle Joubert (RSA) Ayanna McClean (TRI) |
|                    | (verslag) |       | Scheidsrechters: Michelle Joubert (RSA) Ayanna McClean (TRI) |

| 18 juli 2017 18.00 |           |             |                                                                 |
| Duitsland          | 1–0       | Zuid-Afrika | Scheidsrechters: Carolina de la Fuente (ARG) Kelly Hudson (NZL) |
|                    | (verslag) |             | Scheidsrechters: Carolina de la Fuente (ARG) Kelly Hudson (NZL) |

### Kruisingswedstrijden
Om plaatsen 5–8
| 20 juli 2017 12.15 |           |       |                                                           |
| India              | 0–2       | Japan | Scheidsrechters: Kang Hyun-young (KOR) Liu Xiaoying (CHN) |
|                    | (verslag) |       | Scheidsrechters: Kang Hyun-young (KOR) Liu Xiaoying (CHN) |

| 20 juli 2017 14.30 |           |         |                                                           |
| Zuid-Afrika        | 3–0       | Ierland | Scheidsrechters: Kelly Hudson (NZL) Aleisha Neumann (AUS) |
|                    | (verslag) |         | Scheidsrechters: Kelly Hudson (NZL) Aleisha Neumann (AUS) |

Halve finales
| 20 juli 2017 16.45 |           |            |                                                           |
| Duitsland          | 2–1       | Argentinië | Scheidsrechters: Michelle Joubert (RSA) Suzi Sutton (USA) |
|                    | (verslag) |            | Scheidsrechters: Michelle Joubert (RSA) Suzi Sutton (USA) |

| 20 juli 2017 19.00 |                         |                  |                                                                 |
| Engeland           | 1–1 (1–2 na shoot-outs) | Verenigde Staten | Scheidsrechters: Elena Eskina (RUS) Carolina de la Fuente (ARG) |
|                    | (verslag)               |                  | Scheidsrechters: Elena Eskina (RUS) Carolina de la Fuente (ARG) |

### Plaatsingswedstrijden
Om de 9e/10e plaats
| 20 juli 2017 10.00 |           |       |                                                                    |
| Polen              | 1–2       | Chili | Scheidsrechters: Miskarmalia Ariffin (SIN) Hafizah Azman Nor (MAS) |
|                    | (verslag) |       | Scheidsrechters: Miskarmalia Ariffin (SIN) Hafizah Azman Nor (MAS) |

Om de 7e/8e plaats
| 22 juli 2017 11.15 |           |         |                                                        |
| India              | 1–2       | Ierland | Scheidsrechters: Elena Eskina (RUS) Kelly Hudson (NZL) |
|                    | (verslag) |         | Scheidsrechters: Elena Eskina (RUS) Kelly Hudson (NZL) |

Om de 5e/6e plaats
| 22 juli 2017 13.30 |           |             |                                                         |
| Japan              | 1–2       | Zuid-Afrika | Scheidsrechters: Ayanna McClean (TRI) Suzi Sutton (USA) |
|                    | (verslag) |             | Scheidsrechters: Ayanna McClean (TRI) Suzi Sutton (USA) |

Om de 3e/4e plaats
| 23 juli 2017 11.00 |           |            |                                                           |
| Engeland           | 5–2       | Argentinië | Scheidsrechters: Liu Xiaoying (CHN) Aleisha Neumann (AUS) |
|                    | (verslag) |            | Scheidsrechters: Liu Xiaoying (CHN) Aleisha Neumann (AUS) |

Finale
| 23 juli 2017 15.30 |                         |           |                                                                     |
| Verenigde Staten   | 1–1 (3–2 na shoot-outs) | Duitsland | Scheidsrechters: Carolina de la Fuente (ARG) Michelle Joubert (RSA) |
|                    | (verslag)               |           | Scheidsrechters: Carolina de la Fuente (ARG) Michelle Joubert (RSA) |

## Plaatsing voor de finale en het wereldkampioenschap
Voor de finale van de World League is gastland Nieuw-Zeeland automatisch geplaatst. Nieuw-Zeeland haalde de halve finale waardoor alle andere halvefinalisten van beide toernooien naar de finale gaan.  Als dit niet zou zijn gebeurd, dan viel het land af dat van de twee landen die als vierde eindigen, het laagst op de actuele wereldranglijst tijdens het toernooi stond.
Voor de wereldkampioenschappen plaatsen zich de vijf continentale kampioenen en gastland England. De overige tien (elf indien Engeland europees kampioen zou zijn geworden) WK-tickets worden tijdens deze halve finale verdeeld.
De tickets gaan naar de tien landen die in deze halve finale het hoogst zijn geëindigd en in 2017 geen continentaal kampioen zijn geworden of gastland zijn. Dat betekent dat sowieso de beste vijf landen uit elk toernooi zeker zijn van de Olympische Spelen. Landen die daar net achter eindigen kunnen ook naar de Spelen als er voldoende tickets vrij komen. Zo werd Nederland later dat jaar Europees kampioen waardoor er een ticket vrijkwam voor het land dat zesde is geworden. Indien twee landen in aanmerking komen die zesde zijn geworden, gaat het ticket naar het land dat het hoogst staat op de wereldranglijst direct na afloop van beide halve finales. Als alle landen die zesde zijn geëindigd een ticket hebben, gaat het eerstvolgende ticket dat vrijkomt, dan naar het beste land dat zevende is geworden, et cetera.
In de onderstaande tabel wordt van beide halve finaletoernooien de eindstand gegeven en welke landen zich op basis waarvan plaatsten voor het wereldkampioenschap.
| Rang | Brussel        | Johannesburg      |
| ---- | -------------- | ----------------- |
| 1    | Nederland*     | Verenigde Staten* |
| 2    | China*         | Duitsland*        |
| 3    | Nieuw-Zeeland* | Engeland*         |
| 4    | Zuid-Korea*    | Argentinië*       |
| 5    | Australië      | Zuid-Afrika       |
| 6    | Italië         | Japan             |
| 7    | Spanje         | Ierland           |
| 8    | België         | India             |
| 9    | Schotland      | Chili             |
| 10   | Maleisië       | Polen             |

* Gekwalificeerd voor de finale van de World Hockey League
Gekwalificeerd voor het wereldkampioenschap:
    als gastland
    als continentaal kampioen
    via de Hockey World League